# Ermita de San Pedro Mártir (La Drova)
La ermita de San Pedro Mártir es un pequeño templo situado en el caserío de La Drova, en el municipio de Bárig (Valencia) España. Es Bien de Relevancia Local con identificador número 46.25.046-001.
Se mantiene el culto en los días de precepto.

## Historia
La Drova se encuentra a 340 m s. n. m., en la sierra del Mondúver, a unos dos kilómetros de la capital del municipio. Durante el siglo XX se fue desarrollando en el lugar una creciente actividad de segunda residencia, principalmente veraniega, y hostelera. El templo se edificó en 1929 por iniciativa de varios vecinos del lugar.

## Descripción
Es un pequeño edificio adosado por su izquierda a otros. Su fachada es trapezoidal, blanqueada y lisa, más alta por el lado izquierdo. En el derecho presenta una campana en una espadaña con arco de medio punto. El tejado es a una vertiente –de izquierda a derecha. Se encuentra la puerta, de madera y que cubre la mayor parte del ancho de la fachada, y sobre ella hay tres pequeñas y estilizadas ventanas.
El interior es de planta rectangular, con techo plano sostenido sobre escocia.